# Piet Lagarde
Piet Lagarde (Dordrecht, 9 december 1939) is een voormalig Nederlands voetballer. Hij was als keeper in dienst van DHC Delft en Sportclub Enschede en speelde twee interlands.

## Levensloop
Lagarde speelde in zijn jeugd voor Emma uit zijn woonplaats Dordrecht. Hij kwam in het eerste terecht net nadat de club was teruggezet naar de amateurs. Lagarde speelde tevens in het Nederlands jeugdelftal, als enige amateur en met spelers als Coen Moulijn en Sjaak Swart. Kort daarna verhuisde hij naar de betaaldvoetbalclub DHC Delft.
Op 1 april 1962 speelde Lagarde zijn eerste interland voor het Nederlands elftal, vriendschappelijk tegen België. Op 26 september van dat jaar speelde hij zijn tweede en laatste interland, tegen Denemarken. In de 85e minuut brak hij zijn sleutelbeen en moest hij vervangen worden door de debuterende Jan Jongbloed. Inmiddels was Lagarde in de zomer van 1962 van DHC naar Sportclub Enschede gegaan. Als semi-prof had hij daarnaast een baan als vertegenwoordiger bij Adidas.
Bij Enschede kwam een einde aan zijn voetballoopbaan, toen Lagarde op 27 september 1964 geblesseerd raakte bij een actie van Joop Butter van Go Ahead Eagles. Hij liep een nierscheuring op en om levensgevaar te voorkomen werd twee dagen later in een ziekenhuis een nier verwijderd. In februari 1965 hervatte hij de training en vanaf de zomer van 1965 stond hij onder contract bij FC Twente, maar Lagarde zou niet meer in wedstrijden uitkomen. Hij kreeg 3000 gulden schadevergoeding. Op 3 mei 1966 werd er voor hem een benefietwedstrijd georganiseerd tussen een Nederlands bondsteam met onder andere Jan Klijnjan, Coen Moulijn en Theo Pahlplatz en de Duitse ploeg Borussia Mönchengladbach. De opbrengst hiervan bedroeg 23.000 gulden.
Lagarde stortte zich op een maatschappelijke carrière bij de Nederlandse Adidas-importeur Borsumij Sport BV uit Etten-Leur (een dochteronderneming van Borsumij Wery), waar hij het tot PR-marketing directeur zou schoppen. Vanuit die functie was hij onder andere nauw betrokken bij het Nederlands elftal, eerst als materiaalman rond de WK's 74 en 78 en later, nadat hij vanaf 1981 Henny Warmenhoven, opvolgde als afgevaardigde van de sponsor bij o.a. het EK 88. Per 1 januari 1991 stopte de samenwerking. Van 1993 tot 1996 was hij algemeen manager bij Dordrecht '90 en later, rond 2003, was hij commercieel manager bij FC Dordrecht.